# 南丰镇 (民乐县)
南丰镇，是中华人民共和国甘肃省张掖市民乐县下辖的一个乡镇级行政单位。

## 行政区划
南丰镇下辖以下地区：
炒面庄村、秦庄村、张连庄村、胡庄村、马营墩村、边庄村、双庄村、渠湾村、永丰村、杨家圈村、何庄村、张家沟湾村、玉带村、铁城村、黑山村和冰沟村。